# 関ヶ原ウォーランド
関ヶ原ウォーランド（せきがはらウォーランド）は、岐阜県不破郡関ケ原町にある博物館。関ヶ原観光株式会社が運営する。

## 概要
1964年（昭和39年）に開館した。
敷地は約30,000m2あり、屋外には関ヶ原の戦いを、200体以上の戦国武将のコンクリート像で再現している。これは、東軍、西軍の陣地を史実に基づいて再現したものであり、旗、陣幕も当時のものを再現したものという。コンクリート像は、徳川家康、石田三成、大谷吉継、島左近、吉川広家、小早川秀秋、湯浅五助などの武将もあるが、多くは足軽、鉄砲隊などである。これらのコンクリート像は浅野祥雲が製作したものであり、リアルでありながらユーモラスな像である。
屋内施設として武具甲冑資料館があり、当時使用されたという甲冑、火縄銃なども展示している。
2019年より関ヶ原風鈴まつり、2024年より関ヶ原和傘物語を観光活性を目指したイベントも行われている。

## 営業時間・休園日

### 営業時間
- 10:00～16:00
  - ただし12/1～3/31の平日のみ10:00～15:00

### 休園日
- 大晦日[3]

## 料金

### 一般客
- 大人（中学生以上）：800円
- 小人：500円
- 幼児：300円

## 所在地
- 岐阜県不破郡関ケ原町大字関ケ原1701-6

## 関連楽曲
- 「あゝ決戦の関ヶ原」
  - 作詞：服部鋭夫、富永蝶如、作曲：遠藤実
  - 園内でBGMとして流れる。
  - 1958年（昭和33年）[4]に日本マーキュリーから松山恵子の歌で発売された楽曲（藤島桓夫、直木みち子の「大垣城音頭」B面）。

## 交通

### 交通機関
- JR東海道本線 関ケ原駅より徒歩で約20分。

### 自動車
- 名神高速道路関ヶ原ICより国道365号を北上、約2.5km。